# Regla Torres
Regla Torres Herrera (Havana, 12 de fevereiro de 1975) é uma ex-jogadora de voleibol cubana, tri-campeã olímpica em 1992, 1996 e 2000 e uma das maiores de todos os tempos neste esporte. Jogava como meio-de-rede, atuando como uma implacável bloqueadora que intimidava as equipes adversárias por sua técnica e pela excepcional altura do seu alcance de bola.

## Biografia
Regla Torres dedicou, praticamente, sua vida inteira ao voleibol, começando a praticar o esporte aos 8 anos de idade, por recomendação de sua mãe. Aos 14 anos, já jogava pelo clube Ciudad Habana e integrava a Seleção Cubana de Voleibol. Em 1991, aos 16 anos, conquistou com sua seleção a medalha de ouro nos Jogos Pan-Americanos, disputados na sua cidade natal.
Em Barcelona 1992, tornou-se a mais jovem das jogadoras de vôlei a conquistar o ouro olímpico. Torres seria campeã olímpica outras duas vezes. Também conquistou o Campeonato Mundial de Voleibol duas vezes - 1994 e 1998- e a Copa do Mundo em 1999.
Na semifinal do torneio de voleibol de Atlanta 1996, foi protagonista de uma discussão contra o time adversário, disputada contra a seleção Brasileira. Uma discussão com algumas atletas brasileiras (durante todo o jogo houve provocações na rede) ao final da partida vencida pela sua equipe gerou uma confusão generalizada.
Apesar de seu comportamento muitas vezes polêmico, Regla Torres foi considerada pela Federação Internacional de Voleibol (FIVB) a melhor jogadora do século XX e, em 2001, passou a integrar o Hall da fama do voleibol.

## Aposentadoria
Após as Olimpíadas de Sidney, a carreira de Regla Torres foi diluindo-se por problemas crônicos nos joelhos que dificultavam seu jogo. Finalmente em 2003, com 28 anos – ainda jovem – ela se aposenta oficialmente. 

## Polêmicas
No Panamericano sediado no Brasil Regla Torres se envolveu novamente em confusões, como durante um luta de judô feminino no ginásio alguns torcedores brasileiros que não concordaram com o resultado lançaram objetos e alguns alcançaram Regla Torres que estava presente na arquibancada. Fato que a irritou muito, causando uma enorme confusão na qual Regla gritava:
| “ | Seja qual for o resultado, não justifica que a torcida brasileira jogue garrafas contra os atletas cubanos! Isso eu não admito", disse Regla bastante irritada. | ” |

".

## Prêmios
- 2000 - Melhor jogadora de voleibol do século XX[6].
- 2001 - Hall da Fama do Voleibol[7].